# Aguilarit
Aguilaritul este un mineral descoperit în anul 1891. Numele său provine de la Señor P. Aguilar, inspectorul minei San Carlos (Mexic), locul unde a fost descoperit mineralul.

## Răspândire
Aguilarit se găsește în SUA, Mexic, China și Japonia.